# Keilsdorf
Keilsdorf ist ein Ortsteil der im niederbayerischen Landkreis Kelheim gelegenen Stadt Riedenburg.

## Geographie
Das Kirchdorf befindet sich etwa sechs Kilometer östlich von Riedenburg und liegt auf einer Höhe von 512 m ü. NHN. Der Ort liegt im südlichen Bereich des historischen Gebietes Tangrintel, einer überwiegend bewaldeten Hochebene, die zwischen den Flussläufen der Altmühl und der Schwarzen Laber liegt.

## Geschichte
Die katholische Kirche St. Stephan hat ein romanisches Langhaus, der Chor ist spätgotisch. Die Erweiterung der Anlage erfolgte 1788. Durch die zu Beginn des 19. Jahrhunderts im Königreich Bayern durchgeführten Verwaltungsreformen wurde der Ort zum Bestandteil der eigenständigen Landgemeinde Baiersdorf. Im Zuge der in den 1970er Jahren durchgeführten kommunalen Gebietsreform in Bayern wurde Keilsdorf zusammen mit der Gemeinde Baiersdorf am 1. Mai 1978 in die Stadt Riedenburg eingegliedert. Im Jahr 1987 zählte Keilsdorf 67, im Jahr 2020 47 Einwohner.

## Verkehr
Die Anbindung an das öffentliche Straßennetz erfolgt durch eine Gemeindeverbindungsstraße, die den Ort aus dem Westen von Baiersdorf her kommend durchläuft und in südsüdwestlicher Richtung ins Altmühltal hinab führt.